# Jommeke in de knel
Jommeke in de knel is het 34ste stripverhaal van Jommeke. De reeks wordt getekend door striptekenaar Jef Nys.

## Personages
- Jommeke
- Flip
- Anatool
- Filiberke
- Pekkie
- Annemieke
- Rozemieke
- baron Huppelvoet
- Kwak
- Boemel
- Schuppe

## Verhaal
Flip ontdekt bij toeval dat Anatool opnieuw knecht is op een kasteel, ditmaal bij baron Huppelvoet, een oude alleenstaande en potdove baron die een schat in zijn kasteel bewaart. Jommeke wil de baron inlichten over Anatool, maar die slaagt erin Jommeke gevangen te nemen. Flip haalt er Filiberke, Pekkie en de Miekes bij om Jommeke te verlossen. Anatool is er ondertussen in geslaagd Jommeke uit het kasteel te smokkelen en wanneer de vrienden samen met de baron naar Jommeke zoeken, vindt hij ook de schat van de baron en vlucht ermee weg. Daarna begint de achtervolging van Anatool door de vrienden en de baron.
Tijdens zijn vlucht, die hem onder meer door een havenbuurt leidt, belandt Anatool in een krot waar hij Kwak en Boemel ontmoet. Hij laat Jommeke bij hen achter en vlucht met de schat. Jommeke herkent de twee landlopers uit het verhaal Het wonderdrankje en maakt zijn identiteit bekend, evenals het feit dat Anatool met een schat op weg is. Kwak en Boemel halen Anatool terug bij en eisen een deel van de schat. Ze moeten echter opnieuw op de vlucht nadat Jommekes vrienden hen op de hielen zitten. De boeven vluchten verder met een brommer, een politiewagen en een vrachtwagen. Daar worden ze uiteindelijk door een toeval door de vrienden bijgebeend. Jommeke wordt verlost en de schat gerecupereerd. Het verhaal eindigt met een feestmaal bij de baron.

## Achtergronden bij het verhaal
- Dit album is een klassiek achtervolgingsverhaal uit de reeks. De vrienden achtervolgen een boef die een schat gestolen heeft. Nieuw is wel dat Jommeke niet de achtervolging leidt, maar zelf het slachtoffer is.
- Opvallend is de combinatie van twee boeven uit eerdere verhalen. Aartsvijand nummer 1, Anatool, leert er Kwak en Boemel kennen, die voor de tweede maal in de reeks voorkomen. Zij zullen in latere verhalen nog vaak samenwerken of elkaar tegenwerken.
- Baron Huppelvoet komt in dit album voor het eerst voor. Hij zal in latere albums nog een kleine rol spelen.